# Rete due porte

In alto una rete a due porte tripolare, in basso una rete a due porte quadripolare (doppio bipolo)

In elettrotecnica una rete due porte è un elemento circuitale accessibile da due porte e di cui interessa solo il comportamento esterno (rappresentazione agli effetti esterni). Una porta è una coppia di poli in cui la corrente entrante in uno dei poli sia uguale alla corrente uscente dal polo della stessa coppia. Una rete a due porte può essere un tripolo se le due porte hanno un terminale comune oppure un quadripolo in cui ogni porta e costituita da due terminali distinti, si parla in questo caso di doppio bipolo. I doppi bipoli sono importanti sia da un punto di vista concettuale, sia per rappresentare i modelli circuitali dei transistor e degli amplificatori operazionali. Risultano essere un caso particolare di n-porta con n pari a quattro, pertanto è valido tutto il formalismo matriciale sviluppato da Leon O. Chua e Pen-Min Lin.

## Descrizione
Si distingue nella rete due porte la coppia di morsetti d'ingresso, dove vi è l'ingresso del segnale, e la coppia di morsetti d'uscita da dove il segnale fuoriesce.
Nello schema del doppio bipolo è possibile notare la porta d'ingresso e la porta d'uscita. Alla porta d'ingresso è presente una tensione {\displaystyle v_{i}} e entra una corrente {\displaystyle i_{i}}. Alla porta d'uscita è presente una tensione {\displaystyle v_{u}} ed esce una corrente {\displaystyle i_{u}}.
Una rete due porte può essere attiva, se al suo interno contiene generatori di corrente o di tensione, oppure passiva.
Le reti due porte possono essere connesse in cascata, con le entrate e le uscite in serie, oppure in parallelo, con le entrate in serie e le uscite in parallelo o viceversa.

## Parametri fondamentali
Una rete due porte è caratterizzata da una serie di parametri fondamentali.
- Guadagno di tensione {\displaystyle A_{v}};
- Guadagno di corrente {\displaystyle A_{i}};
- Resistenza di ingresso {\displaystyle R_{i}};
- Resistenza di uscita {\displaystyle R_{u}}.

Il guadagno di tensione è definito come il rapporto tra la tensione d'uscita e la tensione d'ingresso. È quindi espresso come:
{\displaystyle A_{v}={\frac {v_{u}}{v_{i}}}};
Essendo il rapporto tra due tensioni, tale numero risulta adimensionale (privo di unità di misura).
Il guadagno di corrente è definito come il rapporto tra la corrente di uscita e la corrente d'ingresso. È quindi pari a: {\displaystyle A_{i}={\frac {i_{u}}{i_{i}}}};
È il rapporto tra due correnti, e rappresenta quindi un numero adimensionale.
La resistenza d'ingresso è definita come il rapporto tra la tensione in ingresso e la corrente in ingresso. È pari quindi a: {\displaystyle R_{i}={\frac {v_{i}}{i_{i}}}}; È il rapporto tra una tensione e una corrente, perciò si misura in {\displaystyle \Omega };
La resistenza d'uscita è definita come il rapporto tra la tensione in uscita e la corrente in uscita. È pari quindi a: {\displaystyle R_{u}={\frac {v_{u}}{i_{u}}}}; È il rapporto tra una tensione e una corrente, perciò si misura in {\displaystyle \Omega };

## Doppi bipoli lineari
I doppi bipoli lineari, come tutti i componenti lineari, sono modelli approssimati di componenti reali che lineari non sono. Nel caso particolare dei doppi bipoli lineari resistivi (che oltre ad essere lineari non hanno una dipendenza dinamica dal tempo) si possono avere infinite rappresentazioni implicite e sei diverse rappresentazioni esplicite, tutte definite a partire dalle grandezze elettriche alle porte del doppio bipolo.

### Rappresentazione implicita
Definita la coppia di vettori:
{\displaystyle \mathbf {v} =[v_{1}(t)~v_{2}(t)]^{T}}
{\displaystyle \mathbf {i} =[i_{1}(t)~i_{2}(t)]^{T}}
(dove si è omessa la dipendenza esplicita dal tempo per semplicità di notazione) il primo delle tensioni e il secondo delle correnti di porta, una generica relazione lineare implicita che definisce il doppio bipolo è:
{\displaystyle \mathbf {M} \mathbf {v} +\mathbf {N} \mathbf {i} =0}
con {\displaystyle \mathbf {M} ,\mathbf {N} \in \mathbb {R} ^{n\times n}} (matrici in campo reale due per due) definite a meno di una matrice costante moltiplicativa non singolare.

### Rappresentazione esplicita R e G
Se {\displaystyle \mathbf {M} } è non singolare allora esiste {\displaystyle \mathbf {M} ^{-1}} e si può scrivere:
{\displaystyle \mathbf {v} =-\mathbf {M} ^{-1}\mathbf {N} \mathbf {i} \equiv \mathbf {R} \mathbf {i} }
analogamente, se  {\displaystyle \mathbf {N} } è non singolare, si può scrivere:
{\displaystyle \mathbf {i} =-\mathbf {N} ^{-1}\mathbf {M} \mathbf {v} \equiv \mathbf {G} \mathbf {v} }
Queste due forme ricordano formalmente le relazioni costitutive di un resistore lineare. Le prime sono però relazioni vettoriali e non scalari (come invece nel caso del bipolo resistore): facendo dunque attenzione ad utilizzare nelle operazioni le regole dell'algebra lineare è possibile risolvere le equazioni dei circuiti che contengono doppi bipoli in modo analogo a come si risolvono quelle contenenti i bipoli semplici.